# Tranchée (génie civil)
Pour l’article homonyme, voir Tranchée.

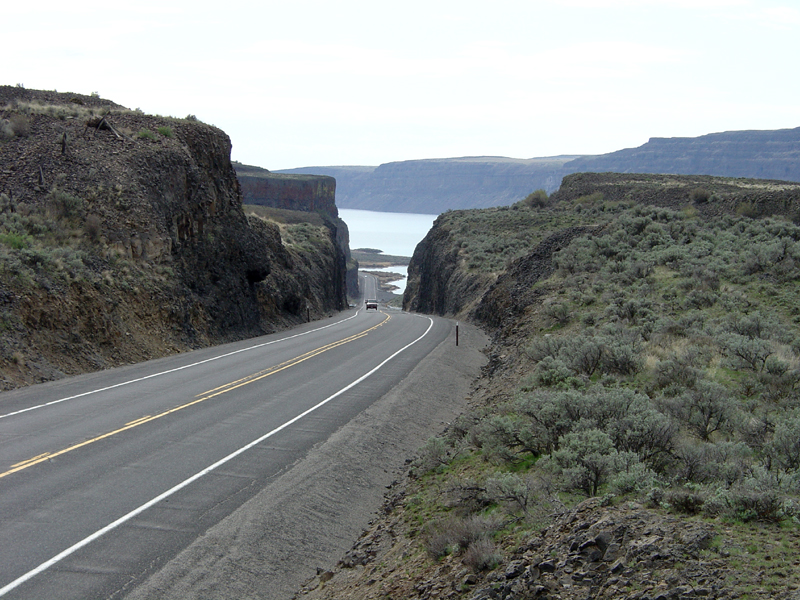
Tranchée routière.

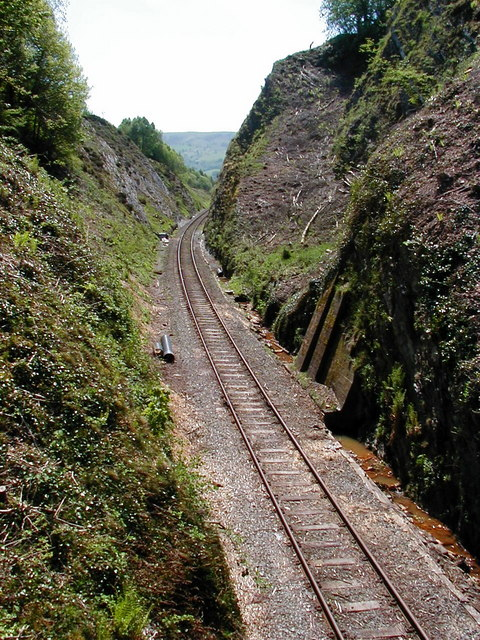
Tranchée de Talerddig coupant au travers les monts Cambriens, au pays de Galles en 2001. Créé dans le cadre du chemin de fer Newtown et Machynlleth, avec une profondeur de 37 m, elle était la tranchée la plus profonde du monde à l'époque de son ouverture au début des années 1860. Ses côtés presque verticaux à l'origine ont depuis été retaillés.

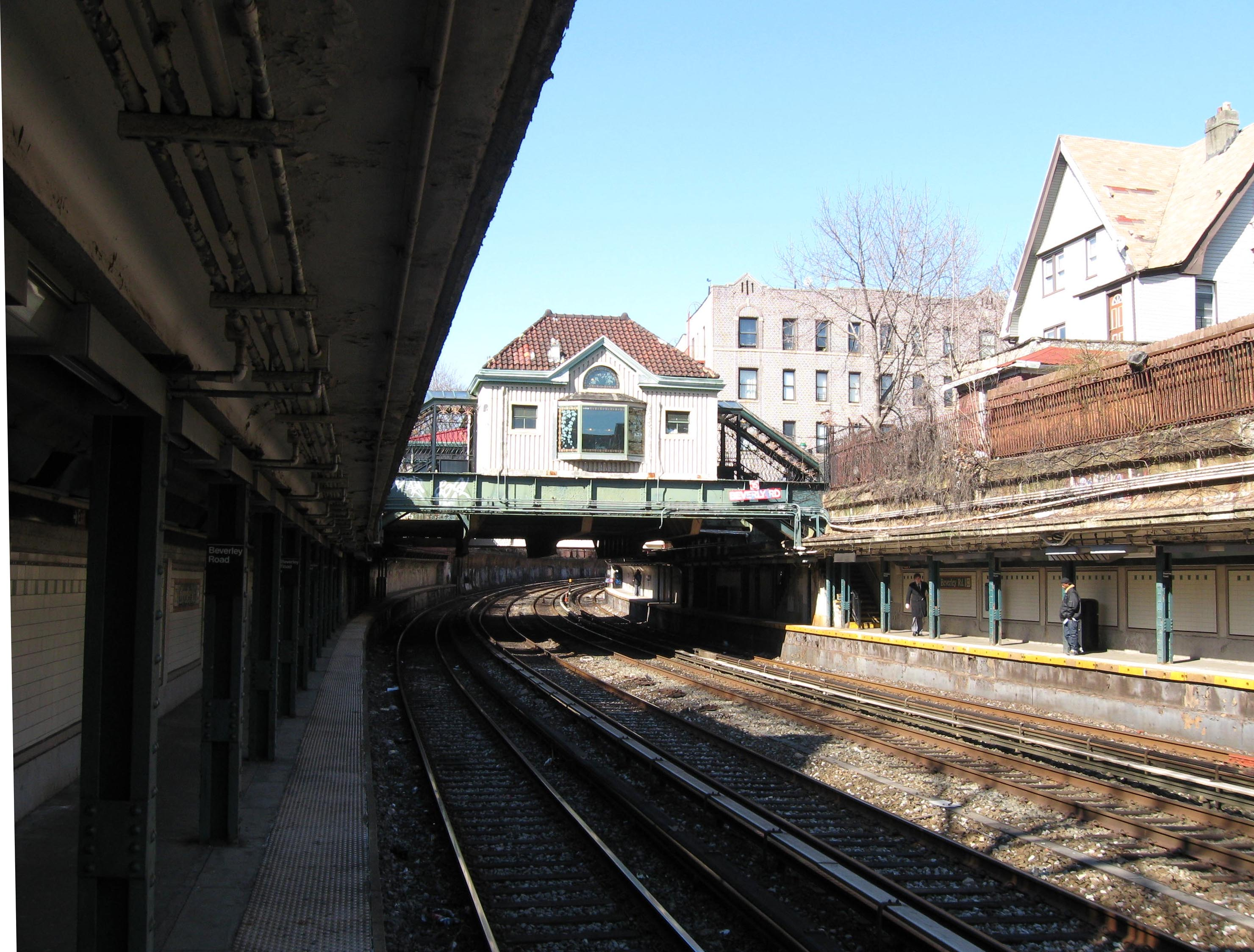
Gare du métro de New York dans une tranchée ouverte.

En génie civil, une tranchée ou une coupe est l'endroit où un relief est excavé pour faire place à une infrastructure de transport comme un canal, une route ou une voie ferrée.
Une construction basée sur le principe du déblai-remblai permet de garder un tracé droit et/ou à plat, tout en minimisant le coût. La coupe est réalisée par excavation ou en faisant exploser la roche. La coupe peut être réalisée depuis un côté de la pente ou directement par le milieu depuis le sommet de la colline. En général, une coupe est ouverte vers le haut (sinon c'est un tunnel). Une coupe est (dans un sens) à l'opposé d'un remblai.
Lorsqu'elle est utilisée dans les voies de transport, elle permet de réduire la pente du tracé.
Les tranchées peuvent être réalisées par de multiples passes d'une niveleuse, d’une décapeuse, d'une excavatrice, ou par explosion. Un moyen inhabituel pour créer une tranchée est de retirer le toit d'un tunnel. Les matériaux extraits des tranchées sont idéalement équilibrés par les matériaux nécessaires pour remblayer la même route, mais ce n'est pas toujours possible, lorsque le matériau de la tranchée est impropre à une utilisation comme matériau de remblai.
Le mot est aussi utilisé avec le même sens dans le secteur minier, comme dans une mine à ciel ouvert.

## Historique
Le terme de coupe apparaît dans la littérature du XIXe siècle pour désigner les tranchées dans le rocher, développés pour limiter les pentes des lignes de chemin de fer. Le Railway Age's Comprehensive Railroad Dictionary définit une coupe comme « un passage coupé pour un tracé à travers un obstacle de roche ».

## Types de tranchées
Il existe au moins deux façons de creuser une tranchée: La tranchée peut être réalisée à partir d'un côté de la pente où être réalisée à partir du sommet d'une colline. La première façon permet le passage d’une voie de transport dans une zone de collines peu élevée, où la pente est perpendiculaire à la chaussée. Une coupe de tranchée à partir d'un côté de la colline peut être réalisée par l'enlèvement de matériaux uniquement, et en remblayant le bas de la pente avec les déblais. En revanche, réaliser une tranchée en creusant par le dessus est un peu plus compliqué, car les deux côtés de la route sont d’un niveau plus élevé si bien que peu ou pas de matériaux peuvent être réutilisés par déversement latéral.
Les tranchées peuvent être laissées ouvertes ou être couvertes en tout ou partie, en ayant recours à différentes structures : portiques ouverts, cadres fermés, portiques et cadres avec piédroits en parois moulées, ouvrages voûtes.

## Tranchées notables

### Tranchées de canal
- Coupe Gaillard sur le canal de Panama
- Coupe Dawesville
- Tranchée de Caster sur le Canal Albert

### Tranchées de chemin de fer

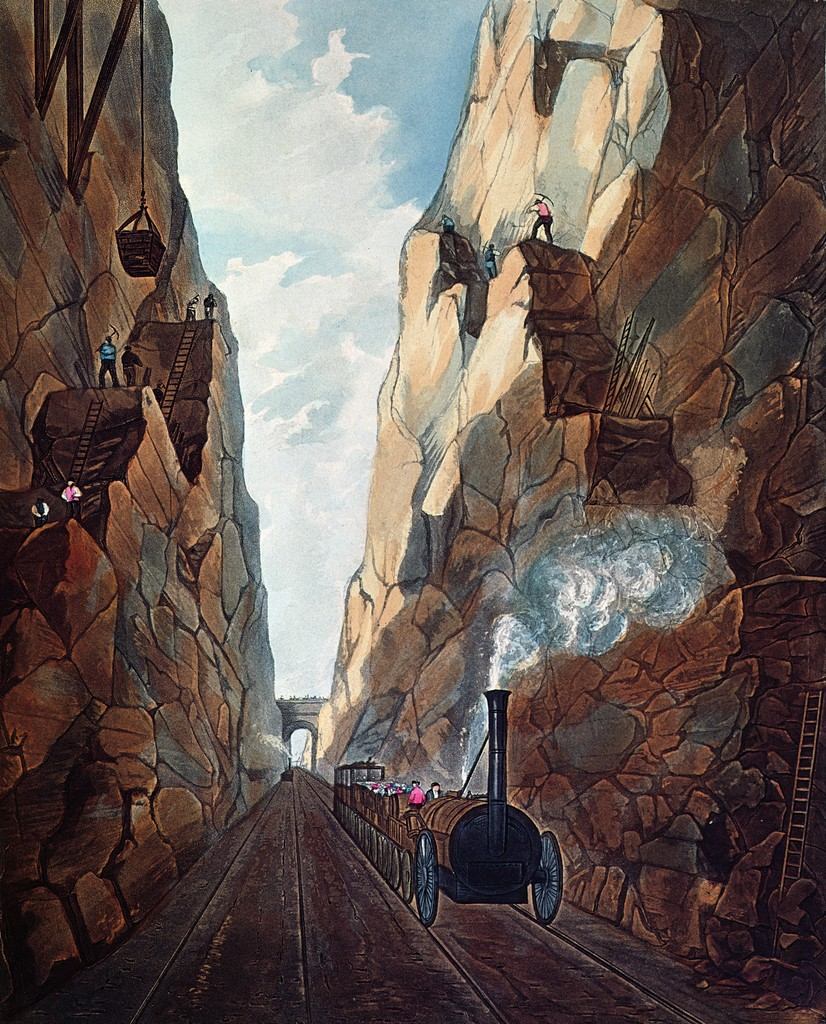
Excavation d'Olive Mount, Liverpool. Aquarelle de TTBury (1833) La coupe avait 6.1 m de large et 21.3 m de profondeur. Sa construction a exigé le retrait d'environ 370000 mètres cubes de grès.

- Olive Mount, Liverpool
- Bergen Hill
- Coupe de Duffy
- Coupe de Talerddig
- Coupe de Windmill Hill
- Hellfire Pass

### Tranchées routières
- Coupe de Sideling Hill sur l'Interstate 68
- Coupe de Pikeville (en) (Pikeville Cut-Through en anglais) sur la route américaine 23